# Eadulf III

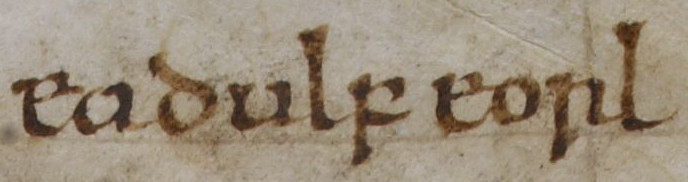
El nombre Eadwulf donde está escrito como "Eadulf eorl" en la Crónica anglosajona.

Eadulf III o Eadwulf III (fallecido en 1041) fue el conde de Bernicia desde 1038 hasta su muerte. Era hijo de Uhtred el Audaz y su segunda esposa, Sige, hija de Sryr. Eadwulf tenía un hermano menor, Gospatric, que sucedió a su medio hermano mayor Ealdred, quien fue asesinado por el hijo de Thurbrand "la Bodega" en una disputa de sangre que comenzó cuando Thurbrand asesinó a Uhtred. La Crónica anglosajona afirma que en 1041 Eadwulf fue "traicionado" por el rey Harthacnut. La "traición" parece haber sido llevada a cabo por Siward, conde de Northumbria; Cuando el Libellus de Exordio y otras fuentes escriben sobre el mismo evento, dicen que Siward atacó y mató a Eadulf. Siward luego se convirtió en conde de toda Northumbria, quizás la primera persona en hacerlo desde Uhtred el Audaz. Eadulf fue el último de la antigua línea de condes berniciosos en gobernar, hasta que su hijo Osulf usurpó el condado de Northumbria en 1067.

## Familia
Se sabe que Eadwulf se casó con Sigrid, hija de Kilvert de Lumley y su esposa Ecgfrida de Durham. La misma Ecgfrida que fue la primera esposa de su padre Uchtred y madre del medio hermano mayor de Eadwulf, Ealdred. Sigrid nació del segundo matrimonio de Ecgfrida con Kilvert, por lo tanto, Eadwulf y su esposa no eran parientes consanguíneos. Eadwulf sólo se identifica por haber tenido un hijo, Osulf II de Bamburgh. La madre de Osulf no ha sido confirmada, pero presumiblemente era Sigrid, ya que era la única esposa conocida de Eadwulf. Después de la muerte de Eadwulf, Sigrid se casó varias veces más.
En la "Historia Regum Anglorum", se registra que Eadwulf dirigió una campaña militar contra los británicos de Cumbria en 1038. Los habitantes de Cumbria pueden haber perdido las tierras que tenían al sur de Solway en ese momento.